# 브레스트주

브레스트주의 위치

브레스트주(벨라루스어: Брэ́сцкая во́бласць)는 벨라루스 남서부에 위치한 주로 주도는 브레스트이며 면적은 32,700km2, 인구는 1,439,500명(2006년 기준)이다.
북쪽으로는 흐로드나주, 동쪽으로는 민스크주, 호멜주와 접하고 있고 남쪽으로는 우크라이나, 서쪽으로는 폴란드와 국경을 접한다.

## 상징

브레스트주의 기
브레스트주의 문장

## 같이 보기
- 폴란드 제2공화국